# Maxim Sjostakovitj
Maxim Sjostakovitj, född 10 maj 1938, är en rysk pianist och dirigent, son till den berömde kompositören Dmitrij Sjostakovitj. Maxim Sjostakovitj hoppade av från Sovjetunionen till väst år 1981.